# Amarus
Amarus, JW III/6, és una cantata per a solistes, cor mixt i orquestra composta per Leoš Janáček sobre un poema de Jaroslav Vrchlický. El compositor va completar l'obra el 1897 i la seva estrena es va produir tres anys després, el 2 de desembre de 1900 a la societat coral de Kroměříž dirigida per Janáček, havent dirigit els assajos Ferdinand Vach. L'epíleg, la Marxa fúnebre, ja s'havia estrenat prèviament el 20 de març de 1898, sota la direcció del mateix compositor.
El text parla d'un nen que, com a fill il·legítim, és traslladat a un monestir i batejat Amarus (Amarg), on mor a causa del desig de la vida i l'amor. Amarus reflecteix relativament la infeliç joventut de Janáček a l'Abadia de Sant Tomàs de Brno.

## Origen i context
Janáček va passar tot l'agost i la meitat de setembre de 1896 a Hukvaldy amb la seva dona i la seva filla i, en aquest excepcional esclat de temps lliure, sembla que va començar a escriure Amarus. La va acabar el maig de 1897, tal com revelen la seva correspondència amb Dvořák, a qui va demanar que li donés un cop d'ull a la partitura. És una composició a gran escala per a tres solistes, cor i orquestra, de gairebé mitja hora de durada, hauria trigat força temps a escriure-la i hauria estat difícil fer-ho durant un any docent ocupat.
La cantata està composta per a soprano, tenor i baríton, cor i orquestra, i va ser una part vital d'aquest procés durant els nou anys a partir del 1894 en què Janáček va compondre l'òpera Jenůfa, en la qual Janáček va començar lentament a evolucionar el seu món individual del so. En el moment de compondre Amarus, Janáček ja havia esbossat els dos primers actes de Jenůfa. Com a part d'aquest procés, Amarus és una Jenůfa embrionària, no tant en la història, malgrat la possible comparació entre la passió agonitzant de tots dos, sinó en les sonoritats d'ambdues composicions. Tota l'atmosfera d'Amarus, la seva subtil harmonia, delicada orquestració i expressiva línia vocal, mostren el canvi d'estil de Janáček.

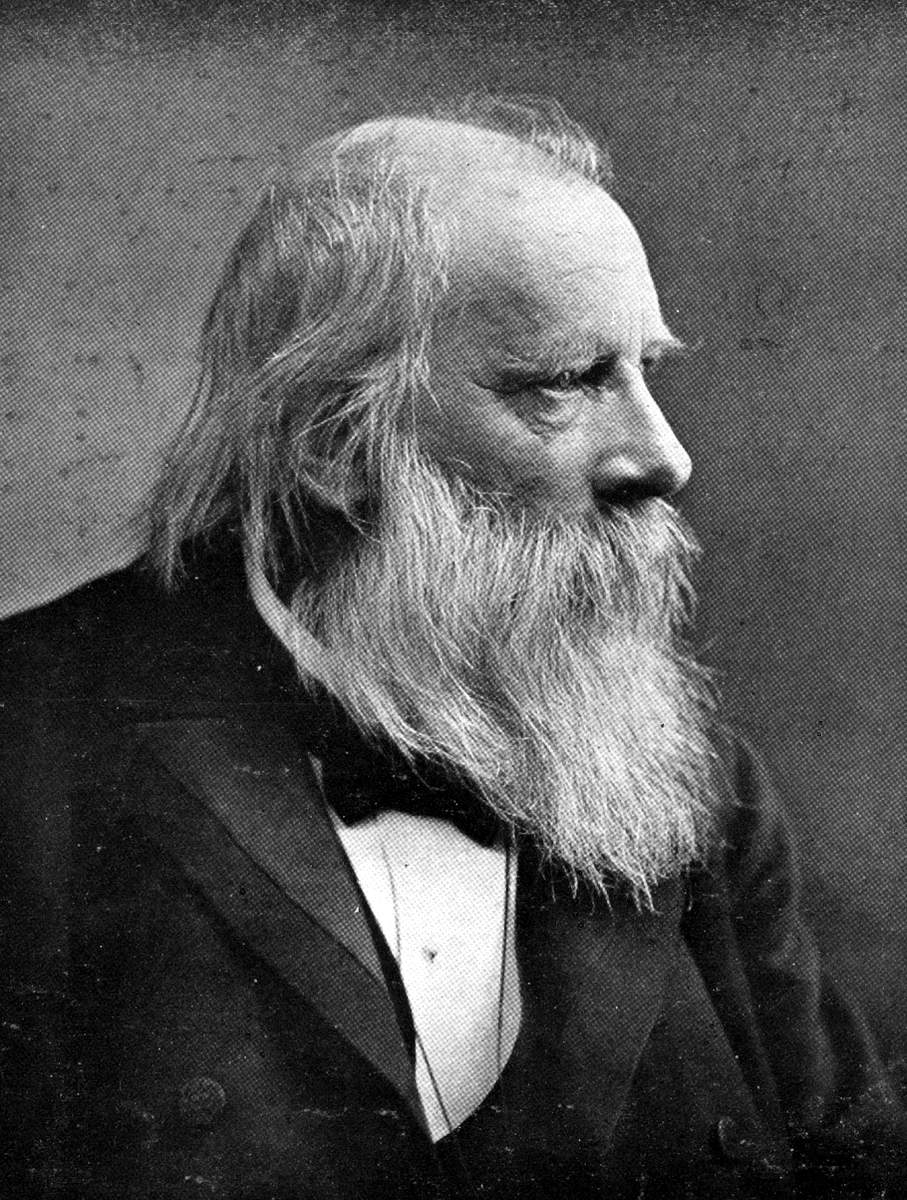
Jaroslav Vrchlický, autor del text

Amarus no es basava ni en un text religiós ni en un text popular, sinó en un poema de l'autor contemporani de Janáček, Jaroslav Vrchlický, un dels principals poetes txecs del seu temps i molt afamat pels seus textos d'oratori. Vrchlický va ser un prolífic poeta, dramaturg, crític i traductor i, tot i que a la dècada de 1890 la generació més jove va tendir a rebutjar el seu estil, va continuar sent influent. Švanda el gaiter de Karel Bendl (1880) i Romanç de primavera de Zdeněk Fibich (1881), dues obres especialment populars en aquest gènere, tenien textos de Vrchlický, igual que St Ludmila d'Antonín Dvořák (1886), que Janáček coneixia bé. Al seu torn, Janáček va posar música a altres obres de Vrchlický, com la balada orquestral Blaník, la cantata L'Evangeli etern i el cor La pista del llop.

## Representacions
La primera representació parcial va ser el 1898 a Brno (només l'epíleg), i la primera completa va ser el 1912, també a Brno. El 2 de desembre de 1900 es va representar a la societat coral de Kroměříž dirigida per Janáček, sense l'epíleg. Aquesta representació va ser un desastre ja que la Societat Coral de Moràvia de Kroměříž simplement no va poder fer front a la inusual complexitat de la música i l’orquestra de la ciutat es trobava igualment a un nivell inferior, tot i que Janáček va intentar alleujar les coses transposant l’obra de les complicacions de la bemoll menor, amb la seva gran quantitat de bemolls, a la relativa simplicitat del la menor.